# Utopia (boek)

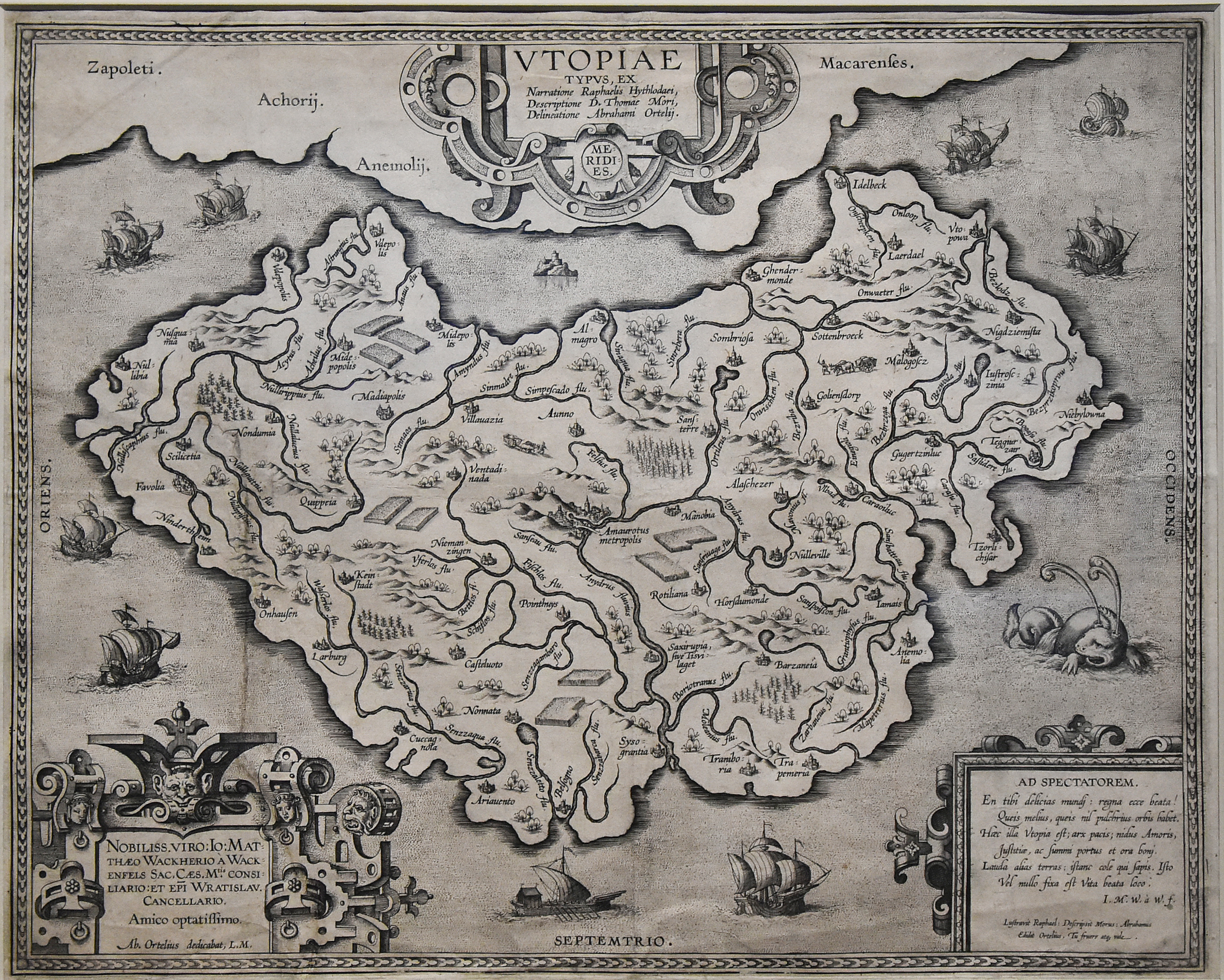
Kaart van Utopia (1595-1596) door Abraham Ortelius, geïnspireerd door het boek van Thomas More - in het Plantin-Moretus museum via de Koning Boudewijnstichting

Utopia (Latijn: De optimo statu reipublicae deque nova insula Utopia) is een boek van de Engelse humanist Thomas More uit 1516. Hij was niet tevreden over de westerse maatschappij en dacht na over een betere wereld. Op basis van Griekse filosofie en christelijke godsdienst heeft hij een utopische samenleving ontworpen waar de mensen samenleefden in een sfeer van broederlijkheid. De gemeenschap van Utopia trok zich terug uit de maatschappij om strikt volgens de eigen principes te kunnen leven. Families, eigendommen en economie werden gecollectiviseerd en gecentraliseerd. Het bestuur van de staat lag in de handen van functionarissen die verkozen waren uit een geestelijke elite. Niemand zou ten prooi vallen aan armoede en hard werken, want er was een gelijkheid van goederen. Utopia was schatrijk, maar de Utopiërs leefden sober en legden zich toe op geestelijke zaken. Tevens hielden ze elkaar voortdurend in het oog en stelden zich defensief op tegenover de buitenwereld.

## Raphaël Hythlodaeus
De Portugese wereldreiziger Raphaël Hythlodaeus (‘verhalenverteller’) was het fictieve hoofdpersonage van het boek. Hij had zich aangesloten bij de tweede expeditie van Amerigo Vespucci en was niet mee teruggekomen van de vierde expeditie. Hij was vast van plan geweest om een hele tijd weg te blijven. Misschien zou hij nooit meer teruggekomen zijn naar zijn eigen maatschappij. Samen met vijf anderen had hij streek na streek doorgereisd en vijf jaar in Utopia (‘Nergensland’) gewoond. Via Calicut was hij toch weer in West-Europa aangeland.
Hythlodaeus was een man van studie die veel wist over de Griekse filosofie. Na zijn omzwervingen kon hij verhalen vertellen over vreemde landen en volken. Hij interesseerde zich voor andere culturen vanuit een wijsgerig standpunt: hij was op zoek naar goede en verstandige staatsinstellingen en zeden. Hytholdaeus was enkel teruggekomen om bekendheid te geven aan Utopia. In het voorwoord waarschuwde Thomas More al dat er veel kans was dat de mensen de neus zouden optrekken voor wat Hythlodaeus hen bood.

## Utopische samenleving
In een dialoog met Thomas More spaarde Hythlodaeus zijn kritiek op de gebreken van de westerse samenleving niet. Hij geloofde niet dat de westerse maatschappij kon veranderd worden en trok zich liever terug in Utopia.

### Het eiland en zijn steden
Ergens in Perzië lag er een eiland in de vorm van een wassende maan. De veroveraar Utopus had 1760 jaar geleden het eiland ingenomen en de landengte van vijftien mijl waarmee het eiland aan het continent vastzat, doorgegraven. Hij was de grondlegger van Utopia die de primitieve bevolking opgevoerd had tot de huidige beschaving. Aan de ene kant van het eiland liep een gevaarlijke zeestraat die permanent bewaakt werd vanuit een fort op een rots. Aan de andere kant lag een aantal havens. Er waren versterkingen aangelegd zodat een handjevol verdedigers een kolossale legermacht kon afhouden. De Utopiërs hadden geen behoefte aan gebiedsuitbreiding.
De 54 steden van Utopia werden gebouwd volgens dezelfde plattegrond en ingedeeld in vier wijken. In elke wijk was er een markt waar alle mogelijke waren in pakhuizen opgeslagen werden. Een familiehoofd kon zonder betaling krijgen wat zijn familie nodig had. In de propere steden was geen plaats voor vuiligheid en bederf. Iedere huis was een respectabel stuk werk dat een lange levensduur had. De huizen waren niet gesloten, zodat iedereen er ongehinderd kon binnenkomen. Om de tien jaar werden de huizen geruild. Er was een wedijver tussen de straten wie de mooiste tuin had.
De hoofdstad Amaurotum (‘Nooitgezien’) was gebouwd tegen een lichte berghelling, omgeven door een zware vestingmuur, torens en bolwerken. Langs drie zijden van de stad liep een diepe en brede gracht, dichtbegroeid met allerlei doorngewas. Aan de vierde zijde stroomde de rivier Anydrus (‘Onwater’) waarlangs de scheepvaart kon passeren. Het brongebied van een tweede riviertje was binnen de muren getrokken, zodat een vijandelijk leger het drinkwater niet kon afleiden of verontreinigen. De zee reikte bij vloed ettelijke mijlen boven de stad.

### Bestuur
Utopia werd bestuurd als een verbond van Griekse stadstaten. Op stedelijk niveau werd de vorst bijgestaan door een raad der ouden en een volksvergadering, op nationaal niveau nam de senaat de beslissingen. In Utopia werd alles goed geregeld en van hogerhand georganiseerd. De gezagsdragers genoten een speciale behandeling, want het wel en wee van het land hing van hen af. Overheidspersonen waren niet arrogant of tiranniek, ze werden met vader aangesproken en gedroegen zich als vaders. Men deed vrijwillig wat ze vroegen, dwang was niet nodig. Er werden eerbewijzen toegekend aan buitengewone mannen die zich met grote daden verdienstelijk gemaakt hadden voor de gemeenschap. Er was geen corruptie voor overheidsambten. Wie dat wel deed, maakte nooit meer een kans.

#### Syfogrant, traniboor en vorst
- 200 syfogranten: Een syfograntie was een eenheid van 30 families. Aan het hoofd stond een syfogrant die verkozen was voor 1 jaar. Er waren exact 6.000 families per stad, dus waren er 200 syfogranten per stad. Syfogranten waren vrijgesteld van werk, maar onttrokken er zich toch niet aan. Door hun voorbeeld stimuleerden ze anderen om te werken. Vrijwel hun enige taak was te zorgen dat er niet geluierd werd, maar dat iedereen ijverig aan het werk bleef.
- 20 traniboren: Een traniboor werd aangesteld over 10 syfogranten en hun families. Er waren jaarlijkse verkiezingen, maar traniboren werden niet zonder aanleiding vervangen.
- 1 vorst: De vorst van een stad werd bij geheime stemming verkozen door de 200 syfogranten die onder ede beloofden de meest geschikte te kiezen. Er was keuze uit vier kandidaten, één uit elke wijk van de stad. De vorst werd benoemd voor het leven, tenzij de verdenking rees dat hij naar dictatuur streefde.

#### Raad der ouden, volksvergadering en senaat
- De raad der ouden: de vorst vergaderde om de drie dagen met zijn 20 traniboren. De aanwezigheid van 2 syfogranten was vereist, omdat de vorst en zijn traniboren niet in de verleiding mochten komen om een autoritair bewind in te stellen.
- De volksvergadering: was de vergadering van de syfogranten. Elke beslissing van werkelijk belang werd eerst aan de volksvergadering voorgelegd. Hun besluit werd medegedeeld aan de raad der ouden. Politieke beslissingen nemen buiten de raad of de volksvergadering was een halsmisdaad.
- De senaat: was de vergadering van stedelijke afgevaardigden. Elke stad vaardigde jaarlijks drie burgers, ervaren oudere mannen, af naar de hoofdstad voor de zaken van landelijke belang. De zetel van de senaat was gelegen in de hoofdstad Amaurotum.

### Werk
In Utopia moest het lichaam zo weinig mogelijk afgebeuld worden om de geest zo veel mogelijk te kunnen ontplooien. De Utopiërs werkten 6 uur per dag, 3 uur voor de middag en 3 uur na de middag. Die zes uren waren voldoende om alles wat noodzakelijk en praktisch was, in overvloed te produceren, want in Utopia werkte iedereen en was er alleen zinvolle productie. In andere landen werkten vrouwen, geestelijken, bedelaars, rijkelui en hun knechten niet en was er veel zinloze productie in dienst van weelde en genotzucht. De Utopiërs hadden twee feestdagen per maand. Het was goed om het gemak en het comfort in het leven te verhogen.

#### Landbouw
In de ommelanden van een stad lagen er hoeven zonder vast personeel, maar niemand kon zich onttrekken aan de landdienst. Om beurten kwamen stedelingen twee jaar werken in het harde boerenleven. Werkers op het land werden ieder jaar afgelost, als ze dat wilden. Voor de oogst werden bijkomende arbeiders gestuurd vanuit de stad. Een vader en een moeder met voldoende autoriteit en ervaring hadden de leiding over veertig werkers en twee slaven. Men ging na hoeveel landbouw- en veeteeltproducten een stad nodig had, maar er werd veel meer geproduceerd. In de senaat werd uitgemaakt waar er overschotten waren. Het tekort van de ene stad werd zonder tegenprestatie aangevuld met het overschot van een andere stad.

#### Ambachten
Elke Utopiër kreeg onderwijs in een van de weinige ambachten: spinnen en weven, metselen, smeden, timmeren en meubelen maken. Er waren bijna geen andere beroepen nodig. Meestal werd de zoon opgeleid in het vak van zijn vader. De gemeenschap bepaalde aan welk vak ze het meest behoefte hadden.

#### Geestelijke elite
In elke stad was er een geestelijke elite die vrijgesteld was van werk en zich alleen aan wetenschap en studie kon wijden. Van klein kind af hadden ze blijk geven van een bijzondere aanleg, een prima intelligentie en een grote belangstelling op geestelijk gebied. Ze werden aangewezen voor een intellectueel beroep op voordracht van de geestelijkheid en bij besluit van de syfogranten. Uit deze elite van ongeveer 300 mensen kwamen de vorst, de traniboren, de priesters en de afgevaardigden voor de senaat.

### Ontwikkeling van de geest
De meeste Utopiërs gebruikten de vrije tijd voor de ontwikkeling van de geest. Ze hielden ervan om de wereld te beschouwen, te onderzoeken en te begrijpen. Dat was de rijkdom van het leven. God had deze wondere wereld geschapen en intellectuele interesse stond gelijk aan bewondering voor Gods werk. Zich verdiepen in de natuur behaagde God, wetenschap was een soort eredienst. Zij evenaarden de Ouden in bijna alle opzichten, van onze denkers echter was niets tot hen doorgedrongen. Ze hadden de grondslagen van de wetenschap (wiskunde, logica en muziek), kenden meteorologie en astronomie (astrologie was boerenbedrog). Hun kosmologie kwam voor een deel overeen met de oude geleerden. Geneeskunde was volgens hen een van de nuttigste takken van de wetenschap. In de ethica stelden ze dezelfde vragen als wij. Wat was het goede? Het goede bracht geluk en genot. Het goede is volgens de natuur, de rede, de deugden en God. Iedereen ontving als kind onderwijs in de landstaal. Voor de volwassenen waren er openbare voordrachten over wetenschap en kunst waar grote menigten uit alle groepen van de bevolking heen stroomden. Een aanzienlijk deel van het volk besteedde de vrije uren aan zijn ontwikkeling. Ze waren altijd bereid tot geestelijke inspanning.
Hythlodaeus had klassieke werken meegebracht: de politiek van Plato en Aristoteles, de plantkunde van Theofrastus, de grammatica van Lascaris, de woordenboeken van Hesychius en Dioscurides, de essays van Plutarchus, de humor van Lucianus, de dichters Aristofanes, Homerus, Euripides en Sofocles, de geschiedschrijvers Thucydides, Herodotus en Herodianus, de geneeskunde van Hippocrates en Galenus. Het waren vooral werken uit de Griekse beschaving, want behalve de geschiedschrijvers en dichters zag hij niet zoveel in de Romeinse beschaving. De Utopische taal leek op Perzisch, maar bevatte sporen uit het Grieks, vooral in de namen van steden en ambten. Op basis daarvan besloot Hythlodaeus dat de Utopiërs van de Grieken afstamden. Van hem leerden ze snel Grieks. De Utopiërs waren niet alleen leergierig, maar ook vindingrijk. Vroeger hadden ze al technieken geleerd van een paar Romeinse en Egyptische schipbreukelingen. Dankzij Hythlodaeus konden ze nu ook papier maken en boeken drukken. Ze begrepen meteen hoe de zaak in elkaar zat, begonnen te experimenteren en kregen beide technieken weldra onder de knie. Vandaar dat buitenlanders die wat bij te brengen hadden, met open armen ontvangen werden. Hythlodaeus was een welkome gast door zijn bereisdheid en kennis van landen en volken. Ze wilden op de hoogte zijn van wat er gebeurde in de landen om hen heen.

### Familie
De familie was de hoeksteen van de Utopische samenleving. De ouderen hadden gezag over de jongeren, de man over zijn vrouw, de ouders over hun kinderen. De oudste was het hoofd van de familie. Mannen vormden de ruggengraat van de familie, want zonen bleven altijd binnen de familie, terwijl dochters uitgehuwelijkt werden aan een andere familie. Iedere vrouw voedde haar eigen kinderen op.
In elke straat vond men meerdere ruime hallen. De syfogranten namen hun intrek in zo’n hal, de 30 families van hun syfograntie woonden aan weerskanten. Ze kwamen er eten; bazuingeschal kondigde de vaste etensuren aan. De foeragemeester haalde de etenswaren op de markt, de vrouwen kookten om beurten. Anderen haalden alleen eetwaren voor eigen gebruik met een bepaalde aanleiding. Het was toegestaan om thuis te eten, maar men deed dat niet graag, want het maakte geen goede indruk. De syfogrant, de priester en twee oudsten namen plaats aan het hoofd van de tafel. De ouderen en de jongeren zaten tussen elkaar, zodat de jongeren van onbehoorlijkheden weerhouden werden. Ze konden niets zeggen of doen zonder dat de ouderen het merkten. Bij het begin van de maaltijd werd iets van zedelijke strekking voorgelezen. De ouderen knoopten daar een opvoedend gesprek aan vast. Het beste voedsel ging eerst naar de ouderen. De kinderen bedienden aan tafel, stonden recht, zegden geen woord en aten wat hen door de ouderen aangereikt werd.

### Huwelijk
Het Utopisch huwelijk was monogaam, als enige in dat gedeelte van de wereld. Een jongen mocht trouwen vanaf 22 jaar, een meisje vanaf 18 jaar. Eerst werd de jongen of het meisje naakt voorgesteld aan de aspirant-echtgenoot, zodat er later niets zou tegenvallen. Onder de omhulsels kon iets afschuwelijks verborgen zitten. Een vrouw was veel aantrekkelijker, als ze ook lichamelijk wist te bekoren. Hoewel sommige mannen zich lieten vangen door schoonheid, zouden ze toch alleen vasthouden aan deugd en gehoorzaamheid. Na het huwelijk was een lichamelijk gebrek geen reden tot verbreking.
Seksuele ongebondenheid kon niet geduld worden, want dan zouden jongeren niet bereid zijn om te huwen met één persoon en de bijhorende lasten te dragen. Voorhuwelijkse betrekkingen sloten iemand voorgoed uit van het huwelijk. Ook het familiehoofd en zijn vrouw aan wie de bewaking toevertrouwd was, deelden in de schande. Echtscheiding was mogelijk ten gevolge van echtbreuk en wangedrag en na goedkeuring van de senaat. De schuldige mocht geen nieuw huwelijk aangaan en de schender van het huwelijk werd met de zwaarste slavernij bestraft. Als de echtgenoten niet goed met elkaar opschoten en allebei een ander gevonden hadden, konden ze scheiden met onderlinge toestemming. Maar de senaat gaf niet gemakkelijk zijn goedkeuring. Men kon geen huwelijk bestendigen, als een scheiding zo vlot bereikbaar was.

### Bevolking
De bevolking moest op het juiste peil blijven. Er waren exact 6000 families per stad. Een familie mocht niet minder dan 10 volwassenen tellen en niet meer dan 16. Voor het aantal kinderen viel geen regel te geven. Als er te veel mensen kwamen in één familie, werden ze ingedeeld bij een andere familie. Als er te veel mensen kwamen in één stad, vulden ze minder bevolkte steden aan. Als er te veel mensen kwamen op het eiland, vestigden ze een nederzetting buiten Utopia. Ze gingen er leven volgens de Utopische principes. Niet-Utopiërs mochten zich aansluiten, maar wie zich niet schikte, werd uit het gebied dat bestemd was voor de nederzetting, verdreven. De Utopiërs voerden oorlog tegen wie zich actief verzette. De oorlog was gerechtvaardigd, omdat grond noodzakelijk was voor het levensonderhoud. Als er te weinig mensen waren op het eiland, kwamen de kolonisten terug.

### Ziekenzorg
Zieken werden liefderijk verzorgd. Elke stad had vier openbare hospitalen die even buiten de stadsmuur gelegen waren om de besmetting te isoleren. Niemand werd gedwongen om daar te liggen, maar er werd wel de voorkeur aan gegeven. Als een patiënt aan een ongeneeslijke en pijnlijke ziekte leed, raadden de priesters en de overheid hem aan om te kiezen voor de dood, maar dat gebeurde nooit tegen zijn wil. Wie zichzelf de dood aandeed zonder goedkeuring van de priesters en de senaat, werd zelfs geen begrafenis of verbranding waard gekeurd. Men smeet het kadaver in een moeras.

### Rechtspraak
Het rechtssysteem van Utopia werd bewust minimaal gehouden: heel weinig wetten, nauwelijks vaste straffen, geen echte rechters en geen advocaten. Het aantal wetten was gering, want de Utopiërs hadden dat niet nodig en het was onbillijk om ze te binden aan wetten. Andere volken hadden een overvloed aan wetten die nog altijd onvoldoende bleken te zijn en de pijn alleen wat konden verzachtten. In Utopia was iedere burger een kenner van de wet, want de betekenis van de wetten was eenvoudig. In de eerste plaats werd een vrouw berecht door haar man, kinderen door hun ouders, tenzij een openbare bestraffing in het belang van de moraliteit was. Iedereen bepleitte zijn eigen zaak zonder advocaat. Schenders van het huwelijk werden met de zwaarste slavernij bestraft. Voor andere vergrijpen bestonden er geen vaste, bij wet bepaalde straffen. De senaat stelde de straf vast in verhouding tot de ernst van het vergrijp. De zwaarste misdrijven strafte men gewoonlijk met slavernij. De voordelen waren dat de gemeenschap profiteerde van het werk en het een afschrikkend voorbeeld voor anderen was. In Utopia wilde men de doodstraf vermijden, maar bij een nieuw vergrijp was er geen andere optie dan de dood.

### Slavernij
In Utopia waren er vier categorieën van slaven. Vooreerst de Utopiërs die na een misdrijf tot slavernij veroordeeld waren. Zij werden het hardst aangepakt. Meestal waren het echter niet-Utopiërs die elders voor hun vergrijpen ter dood veroordeeld waren. De Utopiërs voerden ze in groten getale aan. Soms waren het krijgsgevangenen. Het gebeurde ook dat hardwerkende armen uit andere landen zichzelf aanboden om in Utopia als slaaf te dienen. Zij werden haast behandeld als eigen burgers. Zo iemand mocht altijd weggaan, maar dat gebeurde niet vaak.
Slaven werden geketend en verrichtten dwangarbeid. Zij deden de taken waaraan de Utopiërs hun handen niet wilden vuilmaken. Al het werk dat een beetje vuil of zwaar was, was voor de slaven. Zij dreven en verzorgden de ossen van de wagens en slachtten dieren. Utopiërs mochten geen dieren doden en aan stukken hakken. Als een slaaf oprecht berouw had, kon hij zijn vrijheid terugkrijgen. De vorst kon zijn gratierecht gebruiken en het volk kon een stemming houden om de slavernij te verzachten of kwijt te schelden. Verviel hij echter in zijn eerdere gedrag, dan werd hij ter dood gebracht.

### Buitenlandse zaken
Er kwamen maar zelden buitenlanders naar Utopia en nooit veel. Voor handelsdoeleinden waren er nauwelijks vreemdelingen nodig: de export deden de Utopiërs zelf en de import beperkte zich tot ijzer. De Utopiërs exporteerden hun overschotten naar het buitenland. Ze verkochten het tegen een redelijke prijs aan steden, nooit aan particulieren. Met de opbrengst kochten ze wat ze in eigen land niet hadden, maar dat was niet veel meer dan ijzer. Daardoor beschikten de Utopiërs over een ongelooflijke voorraad goud en zilver. Ze leenden het soms uit aan andere volken en hadden veel openstaande schuldvorderingen waarvan het merendeel nooit opgeëist werd. Het geld was bedoeld om buitenlandse huurlingen te betalen in geval van oorlog. Ze wilden hun eigen onderdanen niet bloot stellen aan de gevaren van een oorlog. Buurvolkeren vroegen soms aan de Utopiërs om bij hen het bestuur in handen te nemen. Ze hadden al veel buurvolkeren van hun tirannen verlost. Ze sloten wel met geen enkel volk een bondgenootschap, want in dat deel van de wereld stelde men in een verdrag niet het minste vertrouwen.

### Militaire zaken
Utopiërs hadden de grootst mogelijke afschuw van oorlog. Ze voerden wel oorlog om het eigen land of het land van vrienden te verdedigen. Bijzonder strijdlustig waren ze wanneer hun vrienden onrecht aangedaan werd, zoals roverij en oneerlijke handelspraktijken. Om dat onrecht te wreken durfden ze de oorlog te beginnen, hoewel geld voor hen geen waarde had. Als een Utopiër in het buitenland gedood werd en men weigerde om de schuldigen uit te leveren, werd het ook oorlog.
Zij probeerden de vijand te overwinnen met materiële middelen en listen. Oorlog was de laatste optie, maar dan straften ze hem zo ongenadig af dat hij het geen tweede keer zou proberen. Ze loofden ontzaglijke premies uit voor wie de vijandelijke koning en de voornaamste oorlogsdrijvers uit de weg ruimde en dubbel zoveel voor wie hen levend uitleverde. Zelfs de verraders in dat gezelschap werden beloond met straffeloosheid. Ze zaaiden tweedracht in het vijandelijke land door een andere koning naar voor te schuiven, zetten naburige volkeren tegen de vijand op, stelden geld ter beschikking en schakelden de troepen van bondgenoten in. Ze namen huursoldaten in dienst, meestal Zapoleten. Dat was een ruig bergvolk dat hield van vechten, roven en oorlog voeren. Wie soldaten wilde, kon hen krijgen. De Zapoleten trokken voor de Utopiërs ten oorlog, want de Utopiërs betaalden het meest. De Utopiërs gaven er niet om dat ze hen de dood instuurden, want ze bewezen de mensheid een dienst om de aarde te zuiveren van dat misdadigersvolk.
In de laatste plaats zetten de Utopiërs hun eigen burgers in. Zowel mannen als vrouwen volgden geregeld militaire training. Zij waren altijd klaar voor de oorlog, ze waren voorbereid op een invasie van het eigen grondgebied. In het gevecht werd iedereen omringd door zijn eigen kinderen en bloedverwanten. Ze zouden eerder sterven dan zich over te geven of te vluchten. Met een heldenmoed werd er gevochten tot er geen strijders meer waren. Als de eer verlangde dat zij het leven prijsgaven, hielden ze het niet krampachtig vast. Ze beschikten over pijl-en-boog, geen zwaard, maar een soort hellebaard en mechanische hulpmiddelen. Ze hielden zich aan een wapenstilstand. Na de overwinning vond er geen moordpartij plaats. Ze wreekten zich niet op de verslagenen, onthielden zich van plunderingen en staken de oogst niet in brand. Ze doodden wel wie zich bleef verzetten, maakten de krijgsgevangenen tot slaaf, lieten de burgers ongemoeid en beloonden wie voor overgave gepleit had. Ze wilden geen buit, maar de overwonnenen moesten wel de kosten betalen in de vorm van landerijen. De Utopiërs ontvingen meer dan 700.000 dukaten per jaar uit nederzettingen in allerlei landen.

### Godsdienst
Godsdienst was van het grootste belang voor Utopia. Alle godsdiensten verenigden zich rond één goddelijk Wezen. Het christelijk geloof sprak de Utopiërs geweldig aan. Atheïsme was verboden.

#### Eén goddelijk Wezen
Utopia kende een verscheidenheid van godsdiensten. Er werden natuurelementen aanbeden, er werden voorouders vereerd, maar de grote meerderheid geloofde in één goddelijk Wezen. Ze noemden hem Vader, geloofden alleen in hem en schreven alles aan hem toe. Hij was de Schepper van de wereld, de Bestuurder van het heelal, de Gever van alle goede gaven, de Barmhartige die in zijn goedheid aan alle schepsels het leven geschonken had. De mens was voor het geluk geboren, zijn ziel was onsterfelijk en na dit leven werden de goede daden beloond en de vergrijpen bestraft.
Hoewel er niet één algemeen geloof was, hadden alle godsdiensten toch met elkaar gemeen dat ze zich richtten op één goddelijk Wezen. Ze noemden hem Mythra, beschouwden hem als de hoogste godheid, hij was de Schepper en de Bestuurder van de wereld. Verder kon iedereen hem op zijn eigen manier indenken. Geleidelijk werd de veelheid van valse geloven losgelaten om zich te verenigen in dat ene verstandige geloof. De andere geloven zouden verdwijnen. Hythlodaeus had gesproken over Christus en de vele martelaren die vrijwillig hun bloed vergoten hadden. Dat sloeg zeer bij hen aan en velen hadden deze godsdienst aangenomen. Christus zag graag een leven in gemeenschap bij zijn volgelingen en dit broederlijk samenleven was nog altijd gebruikelijk bij de meest typische christenen (kloosterlingen).

#### Godsdienstvrijheid
Utopus had godsdienstvrijheid en verdraagzaamheid ingesteld om een einde te maken aan de godsdienststrijd. Iedereen was vrij om een godsdienst te volgen, geen mens mocht om zijn godsdienst lastiggevallen worden. Om anderen te overtuigen mocht men zijn godsdienst rustig toelichten. In geen geval was geweld of beledigende taal toegelaten, want juist de slechtste elementen hielden vaak het koppigst vol. God schiep behagen in de verscheidenheid van godsdiensten. God verlangde misschien meer dan één vorm van verering en daarom waren er verschillende godsdiensten. Men trok langs verschillende wegen samen op naar één doel. Als één religie de ware was, zou de waarheid uit eigen kracht wel bovendrijven.

#### Atheïsme
Utopus verbood één ding streng en met nadruk: niemand mocht aannemen dat God niet bestond of de ziel sterfelijk was. Dat was de waardigheid van de menselijke natuur verlagen tot beneden het menselijke. Zo iemand was een wezen van een lage natuur die zou doen wat hij wilde en de wetten van zijn land zou overtreden. Atheïsten mochten geen burgerlijke rechten hebben en hun inzichten niet openbaar verdedigen tegenover het gewone volk. Ze mochten dat wel doen in besloten kring tegenover priesters en intellectuelen. Dan zou hun verdwazing plaats maken voor gezond verstand. Verder werden ze niet gestraft, moesten ze niet huichelen of hun gedachten verbergen.

#### Eeuwig leven, voortekenen en wonderen
Voor de mensen was een onmetelijke zaligheid weggelegd. Als iemand stierf, was er geen reden tot klagen. Het was een goed voorteken, als iemand blijmoedig en hoopvol uit het leven heenging. Dan werd zijn lichaam verbrand en een zuil opgericht. Het was een slecht voorteken, als iemand bang was en zich tegen de dood verzette. Het leek alsof de ziel zich van haar kwaad en naderende straf bewust was. Dan werd het lijk begraven. Het was niet geheel onredelijk dat dieren ook een onsterfelijke ziel hadden. Wanneer overledenen in de herinnering oproepen werden, waren zij aanwezig bij die gesprekken over henzelf. In de staat der zaligheid was men vrij om te gaan waar men wilde. De doden verkeerden onder de levenden. Dit ‘wakend oog’ zou hen weerhouden van minderwaardige handelingen. 
Voortekenen om de toekomst te voorspellen waren bijgeloof, maar de Utopiërs geloofden wel in wonderen die de goddelijke aanwezigheid bewezen. Zij vroegen soms een teken, als ze over een vitale kwestie in onzekerheid waren. Ze beweerden dat wonderen in Utopia bij herhaling voorkwamen.

#### Priesters en monniken
Er was geen ambt dat hoger in aanzien stond dan het priesterschap. Priesters hadden geen macht, maar een reëel gezag. Zij waren als een offergave aan God gewijd, hadden een onberispelijke levenswandel en waren bijgevolg heel weinig in aantal. Er waren er niet meer dan 13 per stad voor evenveel tempels. Het was moeilijk om meer kandidaten te vinden die goed genoeg waren voor dit ambt. Priesters waren getrouwd, waardoor ook aan hun vrouwen de hoogste eisen gesteld werden. Vrouwen waren niet uitgesloten van het priesterschap, maar zeldzaam. De opperpriester stond boven zijn collega’s. Priesters werden op dezelfde manier verkozen door het volk als de functionarissen: via een geheime stemming. Hun misdaden waren niet onderworpen aan de gewone rechtspraak. Men liet dat over aan God en hun eigen geweten. De taken van de priesters waren drievoudig: leiden van godsdienstige plechtigheden, toezicht houden op de zeden en opvoeden van de jeugd. Straffen was hun werk niet, maar een waarschuwing was een grote schande. Er was vrijwel geen straf waar de mensen banger voor waren dan uitsluiting van de godsdienstige gemeenschap. Spoedig liet de senaat geëxcommuniceerden grijpen en hardhandig straffen voor verachting van de godsdienst. Jongeren moesten grondig doordrongen worden van de rechte opvattingen.
Buthresken waren monniken die hun zaligheid wilden verwerven via hard werken en dienstbaarheid aan anderen. Zij verrichten het zwaarste, moeilijkste en vuilste werk, ze sjouwden harder dan slaven. Er waren twee religieuze orden: de ‘heiligen’ verwierpen alle genot, de ‘verstandigen’ waren van geen enkel genot afkerig. Genot betekende in deze context omgaan met vrouwen, gehuwd leven en eten van vlees. In het algemeen was het Utopisch geloof streng en nogal ascetisch, maar hard vasten was wreed. Het kon de gezondheid schaden. Het was niet nodig om zich het leven zuur te maken omwille van een denkbeeldige deugd.

#### Eredienst
De eredienst van Utopia was zo opgevat dat ze moest kunnen gelden voor alle godsdiensten. Ze diende om de gemeenschappelijke kern van de godsdiensten te vereren en geen gelovigen uit te sluiten. Er waren geen godenbeelden en er werden geen dieren geslacht. De tempels waren imponerend: groot en met een kostbare afwerking. Vóór de eredienst kon de vrouw biechten bij haar man en de kinderen bij hun ouders. Dat was het moment om de schulden te belijden, vergeving te vragen en tot verzoening te komen. Wie bittere gevoelens ervaarde, zou de eredienst niet bijwonen. Mannen namen rechts plaats, vrouwen links, zonen zaten voor hun vader, dochters voor hun moeder, want ook buitenshuis stond het gedrag van de jongeren onder toezicht. De gelovigen droegen witte gewaden, de priesters een veelkleurig gewaad met vogelveren. Als de priester uit het allerheiligste kwam, wierp iedereen zich in aanbidding ter aarde. De Utopiërs dankten God dat ze in de gelukkigste staat ter wereld mochten leven en vroegen dat Hij alle mensen zou leiden naar deze samenlevingsvorm.

## Utopische principes
Utopia mocht niet vervallen in de gebreken van de westerse maatschappij: armoede, hard labeur en de zeven hoofdzonden. Deze gemeenschap slaagde erin om zijn inwoners bestaanszekerheid te geven. Niemand was er arm en moest hard werken. De Utopiërs wisten dat ze niet moesten vrezen voor gebrek en dat ze ook in de toekomst nooit wat tekort zouden komen. Ze slaagden erin om hun bewoners af te houden van de zeven hoofdzonden. In Utopia vond hoogmoed geen voedingsbodem, met geld was men niet van het pad der eer af te brengen, seksuele ongebondenheid was ontoelaatbaar, jaloezie was niet nodig, vraatzucht was niet mogelijk, woede werd verzoend en luiheid vond nergens een voorwendsel.

### Collectivisme en centralisme
Utopia bond de individuen in grotere gehelen en onderwierp ze aan een hoger gezag. De beslissingen werden centraal gestuurd vanuit een hoger gezagsniveau. Dat was meestal de staat en zijn functionarissen. De eigenaar, de landbouwer, de ambtsman en de familie beschikten niet over hun eigen goederen of mensen, maar moesten gehoorzamen aan officiële gezagsdragers. Deze laatsten hielden geen rekening met particuliere belangen en dachten alleen aan de algemene belangen. Het was de bedoeling dat heel de gemeenschap van Utopia daar zijn voordeel uit haalde. De samenleving werd bijvoorbeeld opgebouwd vanuit de traditionele familie die gebaseerd was op het gezag van de vaders en de oudsten. In zo’n patriarchale gerontocratie had de vader altijd controle over zijn gezin en de ouderen over de jongeren. Toch was het anders dan een traditionele familie, want ze werd gebundeld in een syfograntie van 30 families en onderworpen aan het hoger gezag van de syfogrant.

### Gelijkheid van goederen
De Utopiërs moesten over evenveel goederen beschikken. Alles was eigendom van de gemeenschap en de inwoners kregen kosteloos wat ze nodig hadden. Er was geen particuliere eigendom, enkel collectieve eigendom. Er was geen geld, want alles was kosteloos. De goederen van de gemeenschap moesten op een gelijke wijze onder de inwoners verdeeld worden. De gelijkheidsgedachte werd veel verder doorgetrokken dan de goederen alleen. Ook in verband met steden, families, werk en godsdiensten werd gepoogd om ze op elkaar af te stemmen en ze min of meer gelijk te maken.

### Soberheid
De levenswijze van de Utopiërs was sober en gelijkmatig. Voor rijkdom was er geen plaats, want het werd zelfs geminacht. Goud en zilver waren nutteloos, minderwaardig en onterend. Ze maakten er kamerpotten, vaatwerk en slavenketens van. Wie een misdrijf begaan had, werd als teken van schande behangen met gouden ringen, halskettingen en hoofdbanden. Edelstenen dienden als sieraad voor kleine kinderen. Alleen kinderen hielden zich op met dat speelgoed. Rijke kleding werd niet geëerd. De Utopiërs waren tevreden met één stel kleren. Over heel het eiland en door de eeuwen heen droegen ze allemaal hetzelfde eenvoudige model, zonder kleuring, zonder verfijnde bewerking, zonder dure materialen. Het zou nooit bij hen opkomen om de natuurlijke schoonheid met kunstmiddeltjes bij te werken.

### Hoger genot
Genot was de voorwaarde voor het menselijk geluk. Mensen moesten genieten van het leven, behagen scheppen, de zinnen bevredigen. Elk genoegen was geoorloofd zolang er geen kwade gevolgen uit voortkwamen. De Utopiërs waren een vrolijk volkje dat het gezellig maakte, zich amuseerde met spelletjes en hield van een grapje. Ze waren dol op narren, vermaakten zich met hun dwaasheid zonder te lachen om hun gebrekkigheid. Er waren geen bierhuizen, wijnhuizen of bordelen, dobbelen was er onbekend. De jacht was het genot om te doden, dus de mens onwaardig.
Er was een hiërarchie van de genietingen waarbij het hogere genot de voorkeur kreeg op het lagere genot. Genietingen van het lichaam stonden onderaan. Aangename sensaties zoals eten, drinken, behoeften doen, wrijven, krabben en vrijen waren genietingen van de laagste trap. De Utopiërs zagen er niet op neer, maar dat waren niet meer dan eisen van de natuur om in leven te blijven en te zorgen voor een nageslacht. Een goede gezondheid echter was een genot van eerste rang. Zij stelden dit het hoogst van de lichamelijke genietingen. Ze hadden bewondering voor de schoonheid, kracht en lenigheid van het lichaam en genoten van de natuur, geuren en muziek. De Utopiërs waren het meest gesteld op de genietingen van de geest: denken, begrijpen, een goed en deugdzaam leven leiden, het aanschouwen van God en de eeuwige zaligheid.

### Broederlijkheid en liefde
Utopia was een utopisch broederschap van alle Utopiërs. Het hele eiland leefde samen in een sfeer van broederlijkheid en liefde. Daarom hadden ze nauwelijks wetten, verdragen en rechtspraak nodig. Er bestond een spel dat “Strategisch gevecht van deugden en gebreken” heette: “Daarin wordt gedemonstreerd hoe de ondeugden steeds met elkaar overhoop liggen, maar één lijn trekken tegenover de deugden en voorts welke ondeugden en welke deugden met elkaar in conflict komen. Dan: wat de ondeugden versterkt zodat zij een open strijd aandurven, en met welke slinkse middelen zij een flankaanval beproeven. En ten slotte krijgt men te zien wat de vaste burg der deugden is, waarop al die ondeugden zich te pletter lopen en ook door welke tactiek zij, de deugden, hun tegenstander te slim af kunnen zijn.”
De natuur had de mensen verbonden en tot broeders gemaakt. De menselijke natuur was een verbond, de wil om samen te werken was een band. Niemand was je vijand die je geen kwaad gedaan had. Alles draaide om deze mentaliteit. Barmhartigheid maakte de mens tot mens en sierde hem het meest. Gerechtigheid moest een samenleving bij elkaar houden. Wetten en internationale verdragen waren verkeerd, omdat mensen dan dachten dat ze elkaars vijanden waren.

### Maatschappelijke controle
In Utopia was er een volledige openbaarheid van het leven. De gezagsdragers wilden weten waar iemand was, wat hij deed en zei. De rechtvaardiging was dat er geen verborgen intriges geduld konden worden. In de huizen, de hallen, de tempels en op reis kon men niet ontsnappen aan de grote maatschappelijke controle. Op die manier verloren de burgers heel wat privacy. De Utopische samenleving was een behoorlijk rigide systeem dat zijn burgers streng controleerde. Bijvoorbeeld, om naar een andere stad te reizen moest men een reisvergunning vragen aan de syfogranten. Wie zonder vergunning reisde, werd beladen met schande en kreeg een flinke straf. Bij een tweede overtreding was de straf slavernij. Wie langer dan een dag wegbleef, moest ter plaatse in zijn vak werkzaam zijn. Om op het platteland van de eigen stad rond te trekken moest men de toestemming van het familiehoofd vragen. Ook daar moest er drie uur werk gepresteerd worden.

### Gesloten front
Utopia stelde zich op als een gesloten front. Er was slechts één partij: dat moest voor eendracht zorgen. Als er meerdere partijen waren, zou er tweedracht komen. Tegenover de buitenwereld legde het een grote waakzaamheid aan de dag. De inwoners zouden Utopia met hand en tand verdedigen en waren bereid om hun leven te geven. De omringende landen hadden al zo vaak samen het rijk van Utopus aangevallen, maar niet ten val kunnen brengen.

## Slotwoorden van Thomas More
More schreef dat het hem niet mogelijk was met alles in te stemmen. Toch was er heel veel dat hij zou wensen voor de landen van zijn beschavingskring. “Zou wensen, al is het met weinig hoop.”

## Uitgaven
- De eerste druk verscheen bij Dirk Martens in Leuven in 1516 in het Latijn.
- De Utopie van Thomas Morus, Antwerpen, 1553
- Het onbekent en wonderlijk eyland Utopia, vertaald door Frans van Hoogstraten, Rotterdam, 1677
- Utopia, vertaald uit het Latijn door Marie H. van der Zeyde, 1973, ISBN 9789025334031
- Utopia, vertaald uit het Latijn door Paul Silverentand, 2016, ISBN 9789025304263